# Klor
Klór (latinsko chlorum) je kemični element, ki ima v periodnem sistemu simbol Cl in vrstno število 17, masno pa 35,45. Nahaja se v 3. periodi, zato ima 3 lupine. Ta plin je halogen iz 17. skupine, zelenkasto rumen, dvainpolkrat gostejši od zraka, z močnim vonjem. Do izuma prvih plinskih mask se je masovno uporabljal na bojiščih v prvi svetovni vojni, kjer je imela njegova uporaba velik psihološki učinek na moralo vojakov. Pozneje so njegovo uporabo na bojnem polju zamenjali bolj učinkoviti bojni strupi, npr. iperit, ki ima to lastnost, da se vpija skozi kožo. Je močan oksidant, belilo, in dezinfekcijsko sredstvo. V stiku z natrijem se burno spaja v natrijev klorid (navadno sol). Človeško telo vsebuje klor v oblikah soli in sicer 1,2g na kilogram telesne mase. Poznamo več vrst klorovih soli, kot najbolj znana je natrijev klorid, bolje poznana kot kuhinjska sol ali navadna sol. 
Kot sestava kuhinjske soli in drugih spojin ga je v naravi dovolj in je kot mikronutrient potreben za večino oblik življenja - kloridni ion je kot oksidant ključen element membranskega potenciala vzdražnih celic; v rastlinah je poleg tega kot eden treh najpomembnejših kofaktorjev udeležen v fotosistemu II, enem od dveh kemičnih kompleksov, ki poganjata fotosintezo.

## Pomembne lastnosti
Čisti kemični element ima fizikalno obliko dvoatomskega zelenega plina Cl2. Ime klor izhaja iz grškega chloros, ki pomeni zeleno. Za človeka je strupen.
Ta element je član halogenske vrste, ki tvori soli, in ga lahko iz kloridov izločimo z oksidacijo ter pogosteje tudi z elektrolizo. Klor je zelenkasto-rumen plin, ki zlahka reagira s skoraj vsemi drugimi elementi. Pri 10 °C en liter vode raztopi 3,10 litra klora, pri 30 °C pa le še 1,77 litra.

## Spojine klora in ogljika
Veliko število organskih klorovih spojin je narejenih umetno. Pomembni so  kloralkani, kloralkeni in klorove arome. Spojine so uporabljane predvsem kot topila, hladilne tekočine, hidravlična olja, sredstva za zaščito rastlin ali kot snovi za izdelavo zdravil.
Med spojine klora in ogljika  spadajo tudi nekatere zelo strupene, dolgo obstojne ter biološko akumulativne spojine. Prvih dvanajst strupenih snovi, tako imenovanih »ducat umazanih«, ki so omenjene v Stockholmski konvenciji, so vse brez izjeme organokloridi.

## Pridobivanje
Klor industrijsko pridobivajo z Downovim procesom. Postopek je v osnovi enak kot pri elektrolizi, razlika je samo v tem, da natrijev klorid segrejejo na 800 °C, preden skozenj spustijo električni tok.
{\displaystyle {\mbox{2NaCl}}\rightarrow {\mbox{2Na}}+{\mbox{Cl}}_{2}}
Ko elektrika steče skozi talino, se ta razcepi na anodni in katodni strani kot natrij in klor. Klor ujamejo, ga ohladijo in akumulirajo, natrij pa kot staljena kovina odteče. Naprava je sestavljena iz treh elektrod - dveh negativnih, ki se vrtita in odstranjujeta nastali natrij, ter velike ogljikove anode, na katero se nalaga klor. 
Laboratorijsko se Klor navadno pridobiva z reakcijo kalijevega manganata in klorovodikove kisline:
{\displaystyle {\mbox{2KMnO}}_{4}+{\mbox{10HCl}}\rightarrow {\mbox{5Cl}}_{2}+{\mbox{K}}_{2}{\mbox{O}}+{\mbox{MnO}}}